# Joseph Malleret
Joseph-Félix-François Malleret CSSp (ur. 7 lipca 1865 w Servant, zm. 25 czerwca 1914) – francuski duchowny katolicki, biskup. W 1912 został mianowany przez papieża Piusa X biskupem diecezji Martyniki. Sakry biskupiej udzielił mu ówczesny Sekretarz stanu, kardynał Merry del Val. Funkcję ordynariusza sprawował do swojej śmierci w 1914 roku. 